# Geschiedenis van Ecuador

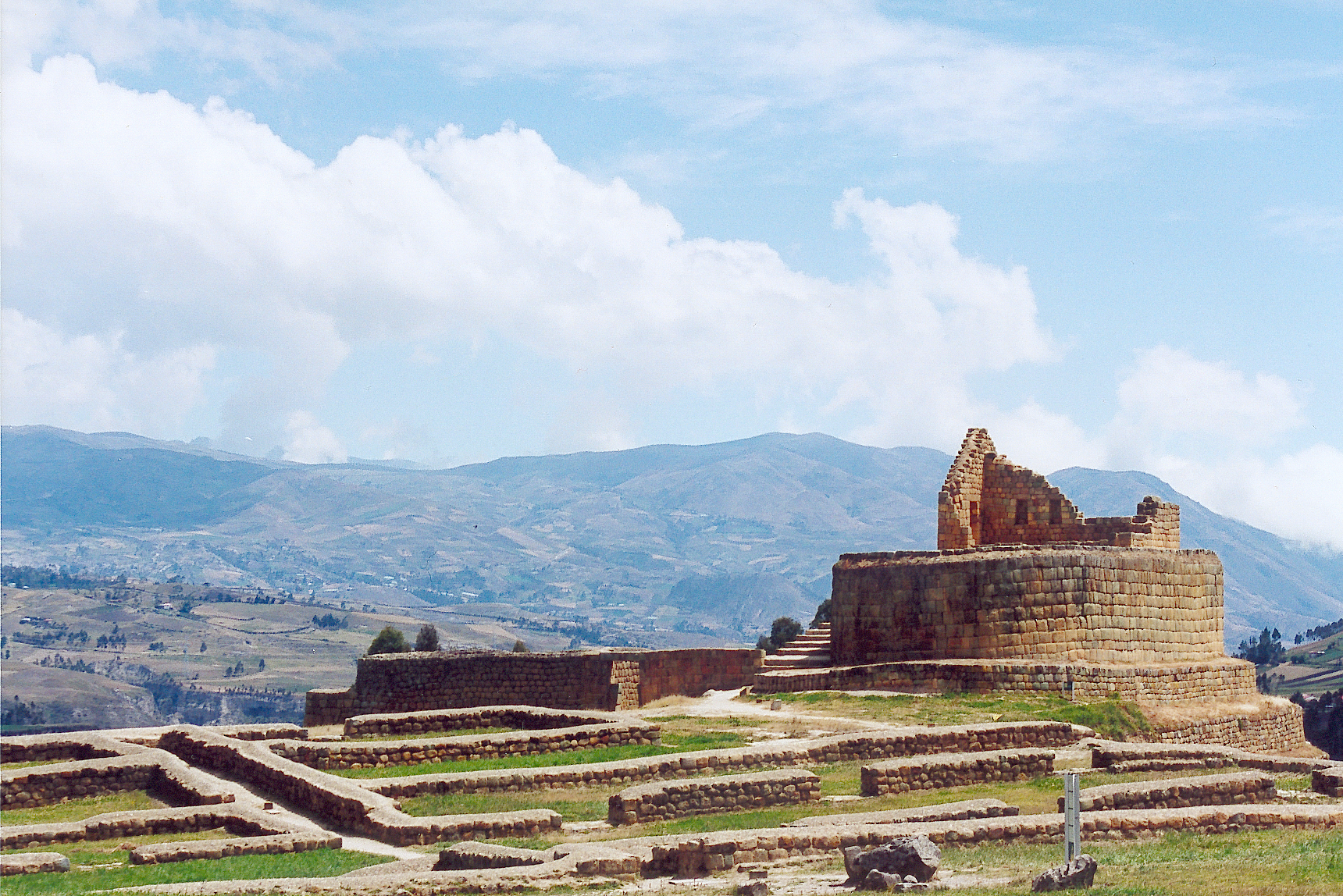
Incaruïne in de provincie Cañar op 3200 meter hoogte

De geschiedenis van Ecuador gaat terug tot de eerste menselijke bevolking in Zuid-Amerika tijdens de lithische periode. 

## Precolumbiaanse periode
Tijdens de archaïsche periode was Ecuador een belangrijk centrum van vroege landbouw, zoals bij de Las Vegascultuur.
Al lang voordat de Inca's zich in de 15e eeuw in het gebied vestigden bestonden er in Ecuador verschillende indiaanse culturen. De meesten van hen woonden aan de kust en in de hooglanden. De belangrijkste stammen waren de expansionistische Caracas aan de kust, en de vreedzamere Quitus in de hooglanden. De Caracas, onder leiding van hun hoofdman Shyri, veroverden uiteindelijk de macht over de Quitus. Samen gingen zij verder als de stam van de Shyris.
In de 15e eeuw vestigden de Inca's zich in Ecuador. Het hart van het Incarijk lag in Cuzco, waarvandaan het zich uitbreidde tot het noordwesten van Argentinië, het noorden van Chili en het zuiden van Ecuador. In 1529 stierf de Incaleider Huayna Capac. Anders dan gebruikelijk liet hij zijn rijk niet na aan een van zijn zoons, maar aan twee: Huáscar kreeg het zuiden, dat Cuzco als centrum had, en Atahualpa kreeg het noorden met het huidige Quito als centrum. Uiteindelijk wist Atahualpa Huascar gevangen te nemen. Atahualpa nam zijn intrek in Cajamarca (in het huidige Peru), omringd door een enorm leger.

## Koloniale tijd
In 1534 veroverden de Spaanse conquistadores, onder leiding van Francisco Pizarro Ecuador. Inca's die Atahualpa een kwaad hart toedroegen, hadden Pizarro naar Cajamarca geleid, waar hij Atahualpa gevangen wist te nemen. Zijn leger kreeg daardoor geen orders meer en wist niet meer wat te doen. De Spanjaarden vielen het leger bij verrassing aan. Tienduizenden Incasoldaten werden afgeslacht.
De Spanjaarden stichtten de stad Muy noble y muy leal ciudad de San Francisco de Quito (Zeer hoogstaande en zeer loyale stad van Sint Franciscus van Quito), de huidige hoofdstad Quito. In de periode die volgde vormden de Spaanse kolonisten de nieuwe elite. De inheemse bevolking werd door ziekten uitgedund, nadat zij door hard werken voor de Spaanse kolonisten ernstig verzwakt was geraakt.

## Onafhankelijkheid
Quito groeide in 300 jaar tijd uit tot een stad van rond de 10.000 inwoners. Op 10 augustus 1809 ontstond in deze stad voor het eerst de roep om onafhankelijkheid van Spanje. In 1822 versloegen onafhankelijkheidsstrijders het Spaanse leger, en het land sloot zich vervolgens aan bij de republiek Groot-Colombia van Simón Bolívar. In 1830 viel die republiek uit elkaar, en werd Ecuador een onafhankelijke republiek.
De 19e eeuw kenmerkte zich door instabiliteit. Verschillende heersers volgden elkaar in snel tempo op. In 1860 lukte het de conservatieve Gabriel García Moreno, met hulp van de Katholieke Kerk, om de rust enigszins te herstellen. Aan het einde van die eeuw leefde de economie op, doordat de cacao een belangrijk exportproduct werd. Dit leidde tot een verhuizing van bewoners van de hooglanden naar de cacaoplantages aan de kust. Toen de behoefte aan cacao in de wereld weer afnam, leidde dat tot een nieuwe periode van politieke instabiliteit vanaf 1925.
Er kwamen verschillende dictatoriale regimes aan de macht, terwijl buitenlandse investeerders de Ecuadoraanse olie exploiteerden. De enorme rijkdommen aan olie die het land bleek te herbergen leidden ertoe dat er geen democratische regimes meer aan de macht kwamen, totdat de olie-export weer afnam. In 1979 kwam er voor het eerst een democratische regering. Deze regering kampte vanaf het begin met een grote economische crisis, inflatie en groeiende schulden.
Sinds de jaren tachtig hadden verschillende presidenten bij hun aantreden tot doel de corruptie te bestrijden en de economie weer tot bloei te brengen. De meesten slaagden daar niet in. In april 2005 werd de recentste "staatsgreep" gepleegd, waarbij president Lucio Gutiérrez door het parlement werd afgezet en plaats moest maken voor zijn vicepresident Alfredo Palacio.
In 1973 trad Ecuador toe tot de OPEC. Op 31 december 1992 trok het land zich echter weer terug, omdat het de contributie niet kon of wilde betalen en omdat het de wens had om meer olie te produceren dan het OPEC-quotum toestond. In november 2007 trad het land wederom toe tot de OPEC.
Op 1 oktober 2010 werd de noodtoestand uitgeroepen nadat president Rafael Correa ontsnapte aan een ontvoeringspoging door opstandige politieagenten. In de hoofdstad Quito waren enkele dagen demonstraties tegen bezuinigingen op de politiesalarissen, waarbij het tot gewapend treffen tussen het leger en de rebellerende agenten kwam. Er waren ook plunderingen in Quito en Guayaquil.
Op 16 april 2016 vond er een zware aardbeving plaats, met de kracht van 7,8 op de momentmagnitudeschaal, waarvan het epicentrum dicht bij Muisne en Perdenales lag, net in de provincie Esmeraldas. 676 mensen vonden de dood en 16.600 mensen raakten gewond.
Tussen 2017 en 2021 was het presidentschap van Ecuador in handen van de linkse politicus Lenín Moreno. Hij werd in mei 2021 opgevolgd door de centrumrechtse Guillermo Lasso. Lasso trad af op 17 mei 2023 en schreef tussentijdse verkiezingen uit op 20 augustus 2023. Voorafgaande aan die verkiezingen was een onrustige periode waarin een van de presidentskandidaten Fernando Villavicencio werd vermoord. Geen van de kandidaten kreeg een meerderheid van stemmen zodat er op 15 oktober 2023 een tweede ronde werd gehouden. Deze werd met 52% van de stemmen gewonnen door de centrumrechtse Daniel Noboa.
- Library of Congress Control Number: sh85040904
- Nationale Bibliotheek van Israël: 987007531351005171

Geschiedenis van: Argentinië · Aruba · Bolivia · Brazilië · Chili · Colombia · Ecuador · Frans-Guyana · Guyana · Panama · Paraguay · Peru · Suriname · Uruguay · Venezuela